# جعفر کوش‌آبادی
جعفر کوش‌آبادی (۱۳۲۰–۱۳۸۸) شاعر نوگرای معاصر بود. او به‌خصوص در دههٔ چهل، از چهره‌های شاخص نیمایی و شعر معترض و اجتماعی معاصر ایران بود. زبان شعر او ساده و به زبان کوچه و بازار نزدیک است، او شاعری متعهد به بیان مفاهیم اجتماعی-سیاسی در ساحت شعر است و در دهه‌های چهل و پنجاه شمسی مورد حمایت روشنفکران چپگرا بوده است. کوش‌آبادی پیش از انقلاب به خاطر همسویی با مارکسیست‌ها و درون مایه اعتراضی اشعارش زندانی شد. او با شعرهایی چون منظومهٔ حماسی «برخیز کوچک خان!» به شهرت رسید. در سال 1383 دفتر نخست کتاب «شعر متعهد ایران، چهره‌های شعر سلاح» نوشتۀ مهدی خطیبی به شعرهای او اختصاص یافت. در این کتاب مصاحبه‌ای درازدامن با او به نام «جعفر کوش‌آبادی به روایت جعفر کوش‌آبادی» هم دیده می‌شود. ناشر این کتاب انتشارات آفرینش است.
کوش آبادی که متولد تهران بود، بر اثر بیماری سرطان در سال ۱۳۸۸ در همین شهر درگذشت. او دو دختر و یک پسر دارد.

## کتاب شناسی
- ساز دیگر ۱۳۴۷
- منظومه کوچک خان ۱۳۴۸
- چهار شقایق ۱۳۵۷
- سفر با صداها ۱۳۶۰
- اژدهای سیاه
- در آینه